# Selenia aurea
Selenia aurea är en korsblommig växtart som beskrevs av Thomas Nuttall. Selenia aurea ingår i släktet Selenia och familjen korsblommiga växter. Inga underarter finns listade i Catalogue of Life.